# Neixi (sockenhuvudort i Kina, Hunan Sheng, lat 28,90, long 109,32)
Neixi (kinesiska: 内溪, 内溪乡) är en sockenhuvudort i Kina. Den ligger i provinsen Hunan, i den södra delen av landet, omkring 360 kilometer väster om provinshuvudstaden Changsha. Antalet invånare är 13 538. Befolkningen består av 6 498 kvinnor och 7 040 män. Barn under 15 år utgör 21,0 %, vuxna 15-64 år 69 %, och äldre över 65 år 9,0 %.
Runt Neixi är det ganska tätbefolkat, med 139 invånare per kvadratkilometer. Närmaste större samhälle är Liye, 13,2 km söder om Neixi. I omgivningarna runt Neixi växer huvudsakligen savannskog.
Genomsnittlig årsnederbörd är 1 705 millimeter. Den regnigaste månaden är maj, med i genomsnitt 293 mm nederbörd, och den torraste är december, med 26 mm nederbörd.